# チャンピオン・スタジアム
スタジアム・アット・ESPNワイド・ワールド・オブ・スポーツ・コンプレックスは、アメリカのフロリダ州オーランドにある野球場。MLBのアトランタ・ブレーブスが2019年までスプリングトレーニングで使用していた。

## 主要な出来事
- 2006年3月、第1回ワールド・ベースボール・クラシックの1次リーグ (POOL D) の会場として使用された。